# 猪口邦子
猪口 邦子（いのぐち くにこ、1952年〈昭和27年〉5月3日 - ）は、日本の政治家、国際政治学者。自由民主党所属の参議院議員（3期）。上智大学名誉教授、日本学術会議委員、地域経済総合研究所評議員。専門は国際関係論、安全保障論。
軍縮会議日本政府代表部特命全権大使、衆議院議員（1期）、内閣府特命担当大臣（少子化・男女共同参画担当）、日本大学国際関係学部教授 等を歴任した。
1972年にNHK「青年の主張」全国最優秀賞（文部大臣賞）受賞。第7回（1989年度）読売新聞吉野作造賞受賞。2003年エイボン女性年度賞受賞。

## 来歴

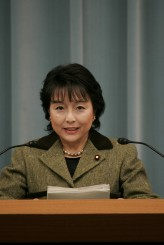
2005年、内閣府特命担当大臣（少子化・男女共同参画担当）就任に伴う記者会見にて

千葉県市川市生まれ。旧姓は横田。父・偉一は一橋大学卒業後、東京海上火災保険（現：東京海上日動火災）に勤務し、1960年年代にサンパウロ支店長を務め、その後日本損害保険代理業協会（日本代協）専務理事を務めた。祖父・昇一は実業家で雑誌『蓄音器世界』を発刊すると共に著作権制度の保護に努めた。祖母・葉子は千葉県大多喜町生まれの歌人。
現在は東京都文京区小石川2丁目に在住。ブラジル・サンパウロ日本人学校、アメリカンスクール、桜蔭中学校、アメリカ合衆国マサチューセッツ州・コンコードアカデミー高校を経て、上智大学外国語学部卒業。イェール大学大学院政治学研究科博士課程修了（Ph.D. in Political Science）。
1980年以降、上智大学外国語学部・法学部で教鞭を執る。
1990年から上智大学法学部教授。この間、ハーバード大学国際問題研究所客員研究員（1983年 - 1984年）、オーストラリア国立大学政治学部客員研究員（1986年）を務める。
2002年から2004年まで、軍縮会議日本政府代表部特命全権大使を務める。その後上智大学に復職した。
2005年1月、上智大学の学長選挙に立候補したが、落選。

### 衆議院議員
2005年7月、自由民主党の「過激な性教育・ジェンダーフリー教育実態調査プロジェクトチーム｣（座長：安倍晋三、事務局長：山谷えり子）は男女共同参画基本計画改定作業中の政府に対し、｢ジェンダー」という用語を削除し、今後正式な文書において使用しないよう求めた。所管する内閣府はそもそも「男女共同参画」の英語表記を「Gender Equality」としており、小泉政権が推し進める社会政策「男女共同参画社会」に対し、理念から覆そうとする動きが党内で出始めていた。同年8月16日、小泉純一郎首相は猪口と会談。第44回衆議院議員総選挙への立候補を要請し、猪口はこれを受諾した。同年9月11日に行われた衆院選に自民党公認で比例東京ブロック単独1位で出馬し、初当選した。
同年10月13日、猪口は、先の衆院選でともに初当選した片山さつき、佐藤ゆかりと3人共同で日本外国特派員協会で会見。｢過激な性教育・ジェンダーフリー教育実態調査プロジェクトチーム」が「ジェンダー」という用語を削除するよう求めていることについて触れ、｢私たちがジェンダーバッシングを許さない」と明言した。同年10月31日、第3次小泉改造内閣が発足。小泉は内閣府特命担当大臣（少子化・男女共同参画担当）に当選1回の猪口を抜擢した。なお、猪口は2022年のアンケートで、選択的夫婦別姓制度の導入について「反対｣、同性婚を可能とする法改正について「反対｣、クオータ制の導入について「どちらかといえば反対」と回答している。
同年12月27日、担当大臣として関わった男女共同参画基本計画（第2次）が閣議決定される。
2009年8月、翌日に公示される第45回衆議院議員総選挙に際して、比例単独候補の上位を優遇しない古賀誠、菅義偉ら自民党選対幹部から、前回の比例東京ブロック単独1位ではなく同ブロック下位での出馬を提示されたが、これに受け入れず、不出馬を表明した。

### 参議院議員
2010年4月、日本大学国際関係学部の任期制教授に就任。
同年7月の第22回参議院議員通常選挙の千葉県選挙区（改選数3）に自民党は現職の椎名一保と猪口の2人を擁立。猪口は得票数2位で当選し、椎名は落選した。
2012年10月参議院沖縄及び北方対策特別委員会委員長。
2014年9月自民党人事局長。
2016年7月の第24回参議院議員通常選挙でも千葉県選挙区に出馬し得票数1位で再選。無派閥であったが、この再選を機に麻生派に入会した。
2018年10月、自民党内閣第一部会長に就任。
2020年10月、自民党一億総活躍推進本部長に就任。
2022年7月、第26回参議院議員通常選挙で千葉県選挙区に出馬し3選を果たした。
2024年9月12日、自民党総裁選挙が告示され、9人が立候補した。猪口は同じ麻生派の河野太郎ではなく、上川陽子の推薦人に名を連ねた。投票日前日の9月26日夜、麻生派幹部6人は都内のホテルに集まり、決選投票に高市早苗が残った場合は高市を支持する方針を決定した。会長の麻生太郎はさらに踏み込み、河野などの陣営に入っていた派閥メンバーに対し、側近議員を通じて「1回目の投票から高市に入れろ」と指示を飛ばした。同日22時半頃、産経新聞は、麻生が1回目の投票から高市を支援するよう自派閥の議員に指示を出したことをスクープした。9月27日総裁選執行。麻生は昼頃まで、自派閥で他候補の推薦人に名を連ねる議員にまで電話をかけ「1回目から高市で頼む」と訴えた。高市は1回目の議員投票で、報道各社の事前調査での30～40票を大きく上回る72票を獲得した。党員数と合わせた得票数は1位だったが、決選投票で石破茂に敗れた。猪口は1回目は上川に投票し、決選投票では石破に投じた。
2024年11月27日、自宅である東京都文京区のマンションで火災が発生。夫の猪口孝と長女が焼死した。火災原因は特定されていないが、第三者が外部から侵入、放火した形跡はない。

## 政策・主張

### 憲法
- 憲法改正について、2016年のアンケートで「どちらかと言えば賛成」と回答[38]。2022年のNHKのアンケートで「賛成」と回答[21]。
- 9条改憲について、2016年の毎日新聞社のアンケートで「賛成」と回答[39]。2022年の毎日新聞社のアンケートで「改正して、自衛隊の存在を明記すべきだ」と回答[20]。9条への自衛隊の明記について、2022年のNHKのアンケートで「賛成」と回答[21]。
- 憲法を改正し緊急事態条項を設けることについて、2022年のNHKのアンケートで「賛成」と回答[21]。

### 外交・安全保障
- 「他国からの攻撃が予想される場合には先制攻撃もためらうべきではない」との問題提起に対し、2016年のアンケートで「どちらとも言えない」と回答[38]。
- 敵基地攻撃能力を持つことについて、2022年のNHKのアンケートで「どちらかと言えば反対」と回答[21]。
- 「北朝鮮に対しては対話よりも圧力を優先すべきだ」との問題提起に対し、2016年のアンケートで「どちらとも言えない」と回答[38]。
- 安全保障関連法の成立について、2016年の毎日新聞社のアンケートで「今の法制でよい」と回答[39]。
- 普天間基地の移設問題について、2016年の毎日新聞社のアンケートで「名護市辺野古に移設すべき」と回答[39]。
- ロシアは2022年2月24日、ウクライナへの全面的な軍事侵攻を開始した[40]。日本政府が行ったロシアに対する制裁措置についてどう考えるかとの問いに対し、2022年のNHKのアンケートで「適切だ」と回答[21]。同年の毎日新聞社のアンケートで「今の制裁で妥当だ」と回答[20]。
- 2022年6月7日、政府は経済財政運営の指針「骨太方針」を閣議決定した。NATO加盟国が国防費の目標としている「GDP比2％以上」が例示され、防衛力を5年以内に抜本的に強化する方針が明記された[41]。「防衛費を今後どうしていくべきだと考えるか」との問いに対し、2022年のNHKのアンケートで「大幅に増やすべき」と回答[21]。
- 細川護煕首相が設置した防衛問題懇談会で委員を務めた（1994年 - 1996年）[1]。行政改革会議委員（1996年 - 1998年）在任中[1] は、「むしろ外務省の安全保障機能強化の方が大切」と防衛庁の省格上げに反対した[42]。
- 第2次安倍改造内閣下においては、日米同盟の信頼性と実効性を向上させ、他国に対する抑止力を高めるために、限定的な集団的自衛権の法整備（平和安全法制）が必要であると表明している[43]。2015年8月21日の平和安全法制特別委員会においては、「防衛協力のための国際的な協調行動を取り得る姿勢を示すことは、我が国の国防の観点から当然であり、憲法の平和主義の枠内であることは明らかである」と述べている。
- 朝日新聞は、上智大学の猪口ゼミで国際政治学を学んだ元ゼミ生などの30人が、猪口に安保法制賛同の真意を問うため、2015年8月に郵便および電子メールを計3回送付したが、猪口からの返答は得られなかったことを報じている。これについて、猪口は2015年8月に朝日新聞の取材に応じ、「手紙はかばんに入れて持ち歩いていた。ただ、意見があるのなら面会を求めるのが筋。学者として学問的裏付けのある発言をしており、会えば疑問点を聞き、議論もできた」と答えている[44]。

### ジェンダー
- 選択的夫婦別姓制度の導入について、2016年のアンケートで「どちらかと言えば反対」と回答[38]。2022年の毎日新聞社のアンケートで「反対」と回答[20]。
- 同性婚を可能とする法改正について、2016年のアンケートで「どちらとも言えない」と回答[38]。2022年の毎日新聞社のアンケートで「反対」と回答[20]。
- クオータ制の導入について、2016年、2022年のアンケートで「どちらかと言えば反対」と回答[38][21]。
- 2005年10月13日、日本外国特派員協会の記者会見で、紛争地域の女性たちへの国際援助（学校や病院の建設）には小型火器の廃棄が必要であることが分かり、「AKライフルを引きずり出し、村の広場に積み上げて火をかけた」と話し、女性が紛争解決の力になりうることを主張した[45]。
- 第2次男女共同参画基本計画や女性の再チャレンジ支援プランに関わり、少子・高齢化で人口が減少する日本では再チャレンジ(結婚出産等で退職した女性の再就職)を希望する女性の活用が重要であるとして、その支援に必要な法整備に力を入れた[46]。

### その他
- 永住外国人への地方参政権付与について、2010年の毎日新聞社のアンケートで「反対」と回答[47]。2016年のアンケートで「どちらかと言えば反対」と回答[38]。
- 首相の靖国神社参拝について、2016年のアンケートで「どちらとも言えない」と回答[38]。
- 「治安を守るためにプライバシーや個人の権利が制約されるのは当然だ」との問題提起に対し、2016年のアンケートで「どちらとも言えない」と回答[38]。
- 「原子力発電所は日本に必要だと思うか」との問いに対し、2016年の毎日新聞社のアンケートで「必要」と回答[39]。
- 2016年の米国大統領選挙について「ドナルド・トランプとヒラリー・クリントンのどちらを支持するか」との問いに対し、2016年の毎日新聞社のアンケートで「クリントン」と回答[39]。
- 2016年2月8日、高市早苗総務大臣は、放送局が政治的公平性を欠く放送を繰り返した場合、電波法に基づき電波停止を命じる可能性に言及した[48]。安倍晋三首相は2月15日の衆議院予算委員会で野党の批判に反論し、高市の発言を擁護した[49]。政府の姿勢をどう思うかとの問いに対し、2016年の毎日新聞社のアンケートで「問題とは思わない」と回答[39]。
- 国会議員の被選挙権年齢の引き下げについて、2022年の毎日新聞社のアンケートで「反対」と回答[20]。
- 『歴史戦』、『なぜ「反日韓国に未来はない」のか』（共に英訳版）を“献本”と称して山口智美や在米の学者に配った[50][51]。
- 2005年から2006年に初の少子化対策専任の大臣として全国10ブロックでの首長との会合、有識者による委員会などを行った[52]。
- 2011年4月14日、東日本大震災の復興補正予算が議論される中、復興予算捻出のためのODA削減に反対する超党派の議員連盟のメンバーに名を連ねた[53][54]。

## 人物

### 統一教会との関係
- 2017年、世界平和統一家庭連合（旧統一教会）の関連団体「世界平和女性連合」主催のイベントに出席した[55]。
- 2020年、統一教会の関連会社が刊行する月刊誌『Our Story』のために対談した。対談は同誌2021年1月号に掲載された[56][57]。
- 猪口は上記のイベント出席と対談を自身のフェイスブックで紹介。2022年8月3日、毎日新聞社が経緯を確認すると、猪口は「私は（統一教会の関連団体だと）知らなかった」と説明した[55]。

### その他
- 自身が小泉チルドレンであることを自認している[52]。

- 夫は猪口孝（政治学者・前新潟県立大学学長、東京大学名誉教授）。夫との間に2人の娘（双子、1991年生まれ）がいる。

## 政治資金
- 2010年参議院選挙の際に、猪口が代表の政党支部から寄付を受けたと千葉県選挙管理委員会に届けながら、支部の政治資金収支報告書には寄付を記載していなかった、と報じられている[58]。

## 選挙歴
| 当落 | 選挙                     | 執行日         | 年齢 | 選挙区           | 政党       | 得票数     | 得票率 | 定数 | 得票順位 /候補者数 | 政党内比例順位 /政党当選者数 |
| ---- | ------------------------ | -------------- | ---- | ---------------- | ---------- | ---------- | ------ | ---- | ------------------ | ---------------------------- |
| 当   | 第44回衆議院議員総選挙   | 2005年09月11日 | 53   | 比例東京ブロック | 自由民主党 | ーー票     | ーー   | 17   | /                  | 1/7                          |
| 当   | 第22回参議院議員通常選挙 | 2010年07月11日 | 58   | 千葉県選挙区     | 自由民主党 | 51万3772票 | 19.33% | 3    | 2/9                | /                            |
| 当   | 第24回参議院議員通常選挙 | 2016年07月10日 | 64   | 千葉県選挙区     | 自由民主党 | 76万93票   | 29.15% | 3    | 1/8                | /                            |
| 当   | 第26回参議院議員通常選挙 | 2022年07月10日 | 70   | 千葉県選挙区     | 自由民主党 | 58万7809票 | 23.13% | 3    | 2/14               | /                            |

## 所属団体・議員連盟
- 自民党たばこ議員連盟[59]
- 北京オリンピックを支援する議員の会
- 自民党国際人材議員連盟
- クラスター爆弾禁止推進議員連盟（発起人）
- 公益財団法人日本国際フォーラム（参与[60]）
- 特定非営利活動法人日本・ロシア協会（理事）
- 日本の尊厳と国益を護る会
- 全ての女性の安心・安全と女子スポーツの公平性を守る議員連盟（副代表）[61]

## 支援団体
- 全国たばこ販売政治連盟（組織推薦候補者）[62]

## 著書

### 単著
- 『ポスト覇権システムと日本の選択』（筑摩書房、1987年／ちくま文庫、1992年）
- 『戦争と平和』（東京大学出版会、1989年）
- 『戦略的平和思考――戦場から議場へ』（NTT出版、2004年）
- 『くにこism』（西村書店、2007年）

### 共著
- （猪口孝）『世界を読む――Book review 1990』（筑摩書房、1990年）
- （勝間和代）『猪口さん、なぜ少子化が問題なのですか？』（ディスカヴァー・トゥエンティワン、2007年）
- （小池百合子、佐藤ゆかり）2008年7月 TPL著『東京WOMEN大作戦』小学館、ISBN 9784093877947

### 編著
- 『政治学のすすめ』（筑摩書房、1996年）